# Alliance Sorbonne-Paris-Cité
Ne doit pas être confondu avec Sorbonne Universités, Sorbonne Université, Université Sorbonne-Paris-Cité ou Sorbonne Alliance.
Pour les autres utilisations du mot Sorbonne, voir Sorbonne (homonymie).
L’Alliance « Sorbonne-Paris-Cité » est une coordination territoriale créée à la suite de la fondation en 2019 de l'Université Paris Cité (initialement dénommée « Université de Paris »), afin de réunir celle-ci à ses anciennes partenaires de l'Université Sorbonne-Paris-Cité.

## Membres fondateurs
- Université Paris-Cité issue du regroupement des anciennes universités Paris Descartes (Paris 5), Paris Diderot (Paris 7) et de l'institut de physique du globe de Paris ;
- Université Sorbonne-Paris-Nord (Paris 13)[2] ;
- Institut d’études politiques de Paris (Sciences-Po) ;

### Membres fondateurs ayant quitté l'AṢPC
- Université Sorbonne-Nouvelle - Paris 3 (jusqu'au 2 mars 2020, date à laquelle elle rejoint « Sorbonne Alliance », composée de l'université Université Paris 1 Panthéon-Sorbonne, l’ESCP Business School, l’Ined et la FMSH)[3] ;
- La fondation Maison des Sciences de l'Homme (FMSH) - rejoint ensuite également « Sorbonne Alliance »[3] ;
- Institut national des langues et civilisations orientales (INALCO Langues'O) - ayant rejoint « Sorbonne Alliance » à partir de juin 2024[4].
- École des hautes études en santé publique (EHESP) reste finalement en dehors des 2 Alliances.

## Membres partenaires
- Centre national de la recherche scientifique (CNRS) ;
- Institut national d'études démographiques (INED)
- Institut national de la santé et de la recherche médicale (INSERM) ;
- Institut national de recherche en informatique et en automatique (INRIA) ;
- Institut de recherche pour le développement (IRD).

## Membre associé
- École nationale supérieure d'architecture de Paris-Val de Seine (ENSAPVS)